# Горно-Прахово
Горно-Прахово (болг. Горно Прахово) — село в Болгарии. Находится в Кырджалийской области, входит в общину Ардино. Население составляет 558 человек.

## Политическая ситуация
В местном кметстве Горно-Прахово, в состав которого входит Горно-Прахово, должность кмета (старосты) исполняет Гюлджан Сафет Емрула (Движение за права и свободы (ДПС)) по результатам выборов.
Кмет (мэр) общины Ардино — Ресми Мехмед Мурад (Движение за права и свободы (ДПС)) по результатам выборов.